# Petaurista nobilis
Petaurista nobilis is een zoogdier uit de familie van de eekhoorns (Sciuridae). De wetenschappelijke naam van de soort werd voor het eerst geldig gepubliceerd door Gray in 1842.

## Voorkomen
Petaurista nobilis is endemisch in Nepal, Bhutan en India.